# Saint-Martin-de-Bréthencourt
Saint-Martin-de-Bréthencourt is een gemeente in het Franse departement Yvelines (regio Île-de-France) en telt 594 inwoners (2005). De plaats maakt deel uit van het arrondissement Rambouillet.

## Geografie
De oppervlakte van Saint-Martin-de-Bréthencourt bedraagt 16,8 km², de bevolkingsdichtheid is 35,4 inwoners per km².
De onderstaande kaart toont de ligging van Saint-Martin-de-Bréthencourt met de belangrijkste infrastructuur en aangrenzende gemeenten.

## Demografie
Onderstaande figuur toont het verloop van het inwonertal (bron: INSEE-tellingen).

1. ↑  Populations de référence 2022.